# 西溪路
西溪路，中国浙江省杭州市的一条东西方向干道。以西爲留下街道留下街（自楊梅山路起），再往西留下街與南北走向的留和路一同併入天目山路。道路西部依山而建（西湖風景名勝區羣山），呈西南-東北走向，與北部緊貼西溪溼地而建的天目山路同爲連接留下與中心城區唯二的主幹道，沿途有螞蟻金服、支付寶總部所在地螞蟻金服Z空間。向東北繞過老和雲起後轉向東南竝緊貼浙江大學玉泉校區和杭州市第十五中學；隨後穿過玉古路，減少車道竝不再作爲主幹道，再向東北環繞黃龍體育館後穿過黃龍路、杭大路後再折向東南，最後直至保俶路止，全长约10公里。
沿路自西向東有九江抗洪紀念館、杭州萬向職業技術學院、杭州第一技師學院、浙江公路技師學院（老和山校區）、浙江大學國家大學科技園、螞蟻金服Z空間、老和山风景区、浙江大学玉泉校区、黃龍體育中心，還有卫匡国墓、国民革命军陆军第八十八师淞沪抗日阵亡将士纪念坊等歷史紀念建築。

## 事件
2020年12月29日晚19時左右，西溪路庆丰新村段（浙大玉泉校區北門西北）人行道突发地面塌陷。截至2021年1月22日，事故共造成兩名女大學生一死一失蹤，暫未明確事故原因。